# Ichneumon vulneratorius
Ichneumon vulneratorius là một loài tò vò trong họ Ichneumonidae.